# I grandi successi (Loretta Goggi)
I grandi successi è un doppio album raccolta di Loretta Goggi, pubblicato nel 2008.

## Descrizione
L'album fa parte di una serie di raccolte discografiche della collana denominata I Grandi Successi, pubblicate su compact disc dalla Rhino Records e raccoglie 24 brani dalla discografia di Loretta Goggi, incisi tra il 1975 ed il 1991, nel periodo in cui la cantante era sotto contratto con le etichette CGD, WEA Italiana e Fonit Cetra escludendo quindi il periodo Durium.
La raccolta contiene tutti brani già inseriti in altre compilation, fatta eccezione per Cicciottella, sigla di Fantastico Bis dedicata ai più piccoli, apparsa per la prima volta in una compilation del 1979 dal titolo La balena e altre favolose sigle televisive edita dalla Cinevox, mai inclusa in un album ufficiale della cantante e Pupo pupazzo, brano inedito mai pubblicato su disco che la Goggi incise ed interpretò all'interno della serie televisiva del 1976 Dal primo momento che ti ho visto.
Il disco è stato pubblicato in un'unica edizione in doppio CD, con il numero di catalogo 5051442-8882-5-6, anche come download digitale e sulle piattaforme streaming.

## Tracce
1. Dirtelo, non dirtelo
2. Ma chi sei (Lady Bump)
3. Ancora innamorati
4. Pupo Pupazzo
5. Noi bellissimi
6. Per amarti così
7. Lola
8. M'ama non m'ama
9. L'aria del sabato sera
10. Cicciottella
11. Ora settembre
12. Maledetta primavera
13. Il mio prossimo amore
14. Arrivederci stella del nord
15. Solito amore
16. Pieno d'amore
17. Un amore grande
18. Slowly
19. Io nascerò
20. Ottocento
21. Questo show
22. Come amano le donne
23. Temporale
24. Si Faran...Canzone